# Дисциплинарные части
Дисциплинарные части (ДЧ) — в военном деле России термин имеет следующее значение для формирований:
- части (батальоны, роты и команды[2]) — формирования и места для исправительных наказаний, с подчинением их военной дисциплине, для нижних воинских чинов (истор.);
- отдельный воинские части (отдельный дисциплинарный батальон (одисб, «дисбат»), отдельная дисциплинарная рота (одиср, «дисрота») в которой отбывают наказание осуждённые за уголовные преступления военнослужащие (солдаты, сержанты, старшины) в период прохождения военной службы по призыву и курсанты военных учебных заведений.

На военном жаргоне — «дизель».

## Российская империя
Первые арестантские роты гражданского ведомства России были открыты (сформированы) в Новгороде и Пскове, в 1823 году. В 1828 году было решено всех приговоренных к ссылке и способных к работе удерживать в арестантских ротах. В 1830 году прибавилось восемь рот в Одессе и Новороссии, затем роты возникли в Москве, Брест-Литовске, Кронштадте, Киеве, Екатеринославе и других городах России, так что в 1865 году их число доходило до 32 единиц. Арестантские роты инженерного ведомства в 1867 году заменены военно-исправительными ротами, а последняя рота (Смоленская) была закрыта в 1881 году, и их место заняли дисциплинарные батальоны.
Впервые дисциплинарные воинские части появились в Русской гвардии, армии и флоте (ВС России) в 1878 году. Формировалось как дисциплинарные батальоны, так и дисциплинарные роты. До этого, в период 1863—1866 годов, действовали военно-арестантские роты и батальоны, где отбывали наказание низшие воинские чины. Они сформировались в малоосвоенных и отдаленных губерниях России. Правовое положение осуждённых определялось губернатором соответствующей территории, который и осуществлял надзор за их содержанием. Так, Александр II подписал рескрипт, разрешающий генерал-губернатору Восточной Сибири Корсакову осуществлять от имени царя верховную власть на вверенной ему территории, в том числе генерал-губернатору было предоставлено право предавать провинившихся военно-полевому суду и право конфирмации, то есть окончательного утверждения или отклонения решений суда. Неблагонадёжные же и штрафные, или как их называли «порочные» (12 тысяч человек), были высланы в другие места: в Западную Сибирь, на Сыр-Дарышскую линию. Только в течение 1866 года было удалено из войск в военно-арестанские роты 4 950 штрафованных чинов. Несмотря на изнурительный труд и жестокое обращение с осуждёнными, данный институт не получил своего закрепления в войсках, более того, штрафованные, как докладывал царю военный министр Д. А. Милютин, «стали совершать новые преступления собственно с той же целью, чтобы освободиться от роты, предпочитая ей каторжную работу». С принятием в 1867 году «Положения о местах заключения воинских чинов» действовавшие в вооружённых силах военно-арестантские роты были реорганизованы в военно-исправительные роты. Военно-исправительные роты по типу представляли собой военно-пенитенциарные учреждения, как и военные тюрьмы, но лишь приспособленные к более продолжительным срокам заключения. На момент реформы в 17-ти военно-исправительных ротах Военного министерства отбывало наказание 6 500 военнослужащих. Данные дисциплинарные части были переполнены сверх штата, и Военное министерство испытывало большие затруднения в размещении осуждённых. Поэтому были сформированы дополнительно две военно-исправительные роты, рассчитанные на содержание 200 осуждённых в каждой. Дислоцированы они были в Иркутске и Константинове. Направлению в эти военно-исправительные учреждения подлежали низшие воинские чины за совершение воинских преступлений, не представляющих большой общественной опасности. При этом предельный срок содержания осуждённых в ротах снижался с 6 до 3 лет. В первоначальный период нахождение в этой специфической роте не засчитывалось в общий срок службы, и осуждённый после отбытия наказания возвращался обратно в свою войсковую часть для дальнейшего прохождения службы.
Дисциплинарные батальоны и роты (команды присоединены к ним Положением 1892 года), с 1879 года заменили военно-исправительные роты. Дисциплинарные части имеют совершенно иной характер. Назначаемые преимущественно за воинские преступления, они имеют целью исправить не порочного человека, а солдата, не подчиняющегося условиям военной службы; их цель — поставить провинившегося в более суровые условия военной службы, приучить его «к требованиям дисциплины и обязанностям строевой службы».
Отдача в дисциплинарные батальоны, роты и команды назначается по приговорам военно-окружных и полковых судов. Как наказание самостоятельное, оно сопровождается только ограничением некоторых прав и преимуществ по службе и переводом в разряд штрафованных; если же оно определяется в замену общего наказания, то влечет за собой лишение некоторых особенных, лично и по состоянию осуждённого присвоенных прав и преимуществ. Наказание имеет 4 степени; высший срок 3 года, низший — 1 год. Каждый дисциплинарный батальон и каждая дисциплинарные части рота суть отдельные войсковые части, организованные на одинаковых с войсковыми частями основаниях. Отданные в дисциплинарные части именуются заключёнными и носят одежду форменного военного покроя, а не арестантскую. Заключённые располагаются в общем помещении обычным казарменным порядком; но казарма должна быть обнесена оградой и ворота должны быть всегда на запоре; без особого разрешения никому из посторонних вход за ограду не дозволяется. Свидания допускаются по общим тюремным правилам, притом «с крайней разборчивостью» и «сколь можно реже». Заключённые обучаются строю, гимнастике, фехтованию, стрельбе, Закону Божию и грамоте. Строевые занятия производятся не только внутри, но и вне ограды. По усмотрению командующего войсками округа, содержание караула при дисциплинарные части частях может быть возлагаемо на состав заключённых. Порядок дня определяется расписанием; время, назначенное для отдыха, заключённые могут проводить в казармах или во дворе. Состоящие в разряде исправляющихся могут быть увольняемы за казарменную ограду одни, без конвоя, как для исполнения служебных поручений, так и по собственной надобности. Отличающимся особенно хорошим поведением и знанием службы срок заключения может быть сокращаем до 1/6 части. В отношении пищевого довольствия заключённых дисциплинарные части — батальоны, роты и команды сравнены с войсковыми частями. Время, проведенное нижними чинами в дисциплинарной части — батальонах, ротах и командах — засчитывается им в срок действительной службы.
В 1906 году были созданы дисциплинарные части во флоте (ранее приговорённые к направлению в дисциплинарные части матросы отбывали наказание в армейских дисциплинарных частях).

## Советский период
ДЧ созданы в соответствии с действовавшим ранее уголовным кодексом. Срок службы осуждённым в ДЧ не засчитывается в общий срок военной службы, за исключением особых случаев (приказ командующего войсками военного округа). Таким образом, военнослужащий, отбывший срок наказания в ДЧ, направлялся в «свою» часть «дослуживать» срок, который ему оставался до осуждения. В конце 1980-х годов срок направления в ДЧ был увеличен до трёх лет.
Согласно указу Президиума Верховного Совета СССР от 6 июля 1940 года в ДЧ направлялись военнослужащие рядового и младшего начальствующего состава, осуждённые военным трибуналом к лишению свободы на срок от шести месяцев до двух лет за самовольные отлучки. В дальнейшем практика пошла по пути замены лишения свободы на срок до двух лет направлением в ДЧ военнослужащих, совершивших и общеуголовные преступления незначительной общественной опасности. С началом Великой Отечественной войны большинство ДЧ (за исключением дислоцированных в восточных районах Союза ССР) было расформировано, а отбывавшие там наказание военнослужащие направлены на фронт и зачислены в обычные формирования или штрафные части.
ДЧ имелись в каждом округе и флоте.
Военнослужащему, направленному в ДЧ (применение к осуждённому ст. 34 У. К. РСФСР) решением Военного трибунала, по отбытии назначенного срока, судимость погашается (ст. 57 У. К. РСФСР).

## Федеративный период
В настоящее время порядок и условия содержания осуждённых военнослужащих в Дисциплинарных частях определяются «Положением о дисциплинарном батальоне в Вооружённых Силах Российской Федерации» утверждённом постановлением Правительства Российской Федерации от 4 июня 1997 года № 669 и Приказом Министра обороны Российской Федерации № 302 от 29 июля 1997 года. Время нахождения осуждённого в Дисциплинарном батальоне в срок военной службы не включается (за исключением случаев ходатайства командования части на имя Командующего войсками военного округа, в подчинении которого находится Дисциплинарный батальон, о зачёте срока пребывания в Дисциплинарном батальоне в срок действительной военной службы). Осуждённые остаются военнослужащими, независимо от принадлежности к роду войск носят погоны рядовых солдат и именуются «рядовой переменного состава». По отбытии 1/3 срока наказания осуждённый, вставший на путь исправления, может быть зачислен в «разряд исправляющихся» и допущен к несению службы в наряде или к работам за территорией части (под конвоем или без него). По отбытии не менее половины срока наказания осуждённые из числа зачисленных в «разряд исправляющихся» могут быть представлены к условно-досрочному освобождению (УДО).
Военнослужащие в них делятся на «постоянный» состав (проходящие военную службу по призыву или контракту и занимающие командные должности от командира отделения до командира батальона) и «переменный» состав — осуждённые. Военнослужащим, состоящим на офицерских должностях воинское звание присваивается на одну ступень выше, чем в аналогичном общевойсковом подразделении(командир взвода — капитан, командир роты — майор, командир батальона — полковник).
Военнослужащий, направленный в ДЧ решением суда военного гарнизона, лишается воинского звания, которое ему восстанавливается по отбытии срока наказания (или освобождении по УДО).

## Формирования
К 1881 году в ВС России было сформировано 6 дисциплинарных батальонов.
До издания Положения 1892 года в Российской империи было четыре дисциплинарных батальона (херсонский, воронежский, бобруйский и екатериноградский), на 2 900 заключённых, и две дисциплинарные роты (иркутская и омская). С 1893 года число ДЧ предложено увеличить.
Позже были сформированы Медвед., Дубненский и Верхнеудинский дисциплинарный батальоны, из которых последние два были образованы в 1910 году, кроме того, были учреждены Ташкентская, Усть-Каменогорская, Анучинская дисциплинарные роты (последняя в 1908 году) и Оренбургская дисциплинарная команда. 
До и во время Великой Отечественной войны:
- 1-й отдельный дисциплинарный батальон, в составе действующей армии 9.8.45 — 3.9.45;
- 3-й отдельный дисциплинарный батальон, в составе действующей армии 9.8.45 — 3.9.45;
- 6-й отдельный дисциплинарный батальон, в составе действующей армии 22.6.41 — 15.7.41, расформирован;
- 10-й отдельный дисциплинарный батальон, в составе действующей армии 24.6.41 — 25.9.41, расформирован;
- 13-й отдельный дисциплинарный батальон, в составе действующей армии 28.6.41 — 11.9.41, расформирован;
- 15-й отдельный дисциплинарный батальон, в составе действующей армии 24.6.41 — 25.9.41, расформирован;
  - с октября 1940 г. — по 19 июня 1941 г. командиром 15 одисб был В. Ф. Маргелов
- 17-й отдельный дисциплинарный батальон, в составе действующей армии 22.6.41 — 20.8.41, обращен на укомплектование 90 сд, 20.8.41 г.;
- 821-я отдельная дисциплинарная рота Дунайского Военного Флота.

Послевоенный период:
- 7-й отдельный дисциплинарный батальон, КДВО, Хабаровский край, посёлок (п.) Анастасьевка, Войсковая часть (В/Ч) № 61684;
- 8-й отдельный дисциплинарный батальон, КБВО, БССР, город (г.) Минск-113, п. Масюковщина, улица (ул.) Лынькова, дом (д.) № 124, В/Ч № 61678;
- 10-й отдельный дисциплинарный батальон, КДВО, Хабаровский край, Ванинский район, посёлок Октябрьский, В/Ч № 75142, после 1994 г. передислоцирован в Приморский край, г. Уссурийск, п. Доброполье, существует и сейчас;
- 28-й отдельный дисциплинарный батальон, ОЛМВО, Нижегородская область (обл), п. Мулино, В/Ч № 12801, существует и сейчас;
- 34-й отдельный дисциплинарный батальон, САВО, Казахская ССР, г. Караганда, В/Ч № 75190;
- 36-й отдельный дисциплинарный батальон, ЗабВО, Читинская обл., г. Чита-45, п. Каштак-45, В/Ч № 44311;
- 37-й отдельный дисциплинарный батальон, ЛВО, Ленинградская обл., г. Луга, В/Ч № 75138, расформирован 1.12.1998 г.;
- 38-й отдельный дисциплинарный батальон, ПрикВО, Львовская обл., г. Яворов, В/Ч № 75139;
- 39-й отдельный дисциплинарный батальон, ПУрВО, г. Пермь-2, В/Ч № 75140;
- 40-й отдельный дисциплинарный батальон, СибВО, г. Новосибирск, В/Ч № 75141;
- 266-й отдельный дисциплинарный батальон, САВО, Казахская ССР, Джамбулская обл., Курдайский район, п. г. т. Гвардейский, ст. Отар-2;
- 595-й отдельный дисциплинарный батальон (бывшая 33-я отдельная дисциплинарная рота), СКВО, Ростовская обл., п. Гуково, В/Ч № 46111, расформирован;
- 1538-й отдельный дисциплинарный батальон, ПУрВО, Оренбургской обл., п. Тоцкое-2, В/Ч № 22009, расформирован;
- 263-я отдельная дисциплинарная рота, ТуркВО, Туркменская ССР, г. Красноводск, В/Ч № 22008.

## Документальные фильмы
- Дисциплинарный батальон Дальневосточного ВО